# 리쿠르고스 (스파르타)

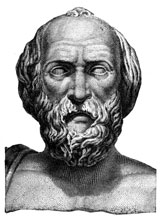
리쿠르고스

리쿠르고스(그리스어: Λυκοῦργος, 기원전 800년? ~ 730년)는 스파르타의 전설적인 입법자로서, 델포이의 아폴론 신탁에 따라 스파르타 사회를 군국주의로 개혁하였다. 리쿠르고스의 모든 개혁은 스파르타 사람의 세가지 덕목인 (시민간의) 평등, 군사적 적합성, 엄격성을 지향하였다.
고대 역사가 헤로도토스, 크세노폰, 플라톤, 플루타르코스가 그에 대하여 언급하였다. 리쿠르고스가 역사적으로 실존한 인물인지는 분명하지 않으나, 고대의 여러 역사가들은 리쿠르고스가 공동체적이고 군국주의적인 개혁으로 스파르타 사회를 바꾸었다고 여기며, 이 개혁안에는 토지 균등 분배, 시민간의 완전한 평등, 이기심 억제 등의 내용이 존재한다. 고대 역사가들은 그를 기원전 7세기 초반의 사람으로 비정하고 있다.

## 리쿠르고스의 개혁
기존 스파르타 사회는 혼란과 부패의 연속이었다. 그는 수많은 지역을 여행한 후 여러 정치 사례를 터득하였으며, 귀국했을 때 조카인 카릴라우스 왕의 신뢰를 받았기에 개혁을 순탄하게 착수할 수 있었으나, 이 과정에서 부유층과 기존 기득권의 극심한 반발이 생겼으며, 집단 린치를 당하기도 하였다. 하지만 그는 그럼에도 불구하고 해당 개혁을 성공적으로 끝마쳤으며, 결국 스파르타 군국주의 체제가 완성되게 된다.
- 28명으로 구성된 장로회를 설치하여, 왕과 동등한 입법 권력을 가지게 하였다.
- 귀금속 화폐를 폐지하고 식초에 담가둔 녹슨 쇠 화폐를 사용하게 하였다. 녹슨 쇠 화폐는 단위 무게당으로 가치를 환산해서 귀금속 화폐랑 비교했을 때 훨씬 더 많은 수를 요했기에 숨기거나 옮기거나 도둑질하기 힘들었다. 때문에 관리의 비리와 재산 은닉 현상이 사라졌다.
- 주택의 크기와 형태를 제한하여 모든 스파르타인이 동일한 주거 수준을 갖게 하였다.
- 가구, 의복 등 생필품의 수준을 제한하여 모든 스파르타인이 비슷한 종류의 물건을 사용하게 강제하였다.
- 부유층의 토지와 노예를 몰수하여 가난한 시민에게 분배하였다. 모든 스파르타인을 자립 가능한 자영농으로 성장시켰으며, 가질 수 있는 땅의 크기도 제한하여 경제 수준에서 평등을 달성하였다. 그러나 이후 거듭되는 전쟁으로 인해 헤일로타이 소유에 불균형이 초래되면서 어느 정도의 빈부격차가 생기기 시작하였다.
- 공동 식당을 구역 단위마다 설치하여 공동 식사를 하게 하였다. 공동 식사로부터 시민들이 서로 친분을 쌓았으며, 이는 굳건한 형제애를 형성하는 데에 도움이 된다.
- 시민들에게 자녀 부양 의무와 교육 의무를 부여했으며, 모든 시민의 자녀들에게 교육 혜택을 제공하였다. 교육은 생활 유지에 필수적인 사냥, 합리적 사고에 필수적인 논변학 및 수학과 전투에 도움이 되는 실전 체육이 주된 내용이었으며, 이를 아고게(agoge)라고 한다. 하지만, 장애가 있는 아이의 경우는 사회 효율성 증대에 도움이 되지 않는다는 이유로 죽이거나 내다 버리게 하였으며, 이 교육 과정에서 지향하는 과도한 경쟁성으로 인해 사망하는 아이들이 많았다고 전해진다.
- 재산 권리에 있어서 남성과 여성에 차별을 두지 않았으며, 양성에게 비슷한 권리와 의무를 부여했다.
- 민선관 제도를 두어 왕·장로·시민을 감시하게 하였으며, 이기적이고 향락적인 생활 양식에 대한 억제가 이루어졌다.
- 모든 스파르타 시민에게 군사 훈련을 의무로 참여하게 하도록 강제하였다. 주기적인 노예 학살과 사냥을 통해 전투 감각을 익히게 하였다.